# Bataille du faubourg Saint-Antoine
 (juin 2019).
La Fronde
La bataille ou combat du faubourg Saint-Antoine a eu lieu juste à l'extérieur de la Bastille, à Paris, le 2 juillet 1652 lors de la Fronde entre l'armée royale commandée par le  vicomte de Turenne et les troupes de la Fronde commandées par Condé.

## Préambule
Pendant la période la Fronde des princes , entre 1650 et 1653, Louis, prince de Condé, contrôlait une grande partie de Paris, s'étant allié au Parlement de Paris, qui était en rébellion ouverte contre la Couronne. Le roi de France, Louis XIV, n'avait atteint que récemment l'âge de la majorité, et Condé affirmait toujours que l'influence néfaste du cardinal Mazarin le rendait incapable de gouverner. 

## Déroulement de la bataille
Le prince de Condé était sorti de Paris pour empêcher l'avancée des forces royalistes sous le commandement de Turenne. 
Les forces de Condé se retrouvent piégées contre les murs de la ville et la porte Saint-Antoine, que le Parlement refusait d'ouvrir.

Le régiment de l'armée royale La Marine pénètre dans la rue de Charonne et attaque les barricades malgré le feu qu'on faisait des maisons et est finalement écrasé. Paul Jules Mancini, son colonel-lieutenant et neveu du cardinal, y est tué ainsi qu'un grand nombre d'officiers.

Les troupes rebelles subissaient toutefois un feu de plus en plus nourri de l'artillerie royaliste et la situation semblait sombre.
Alors que le roi, âgé de treize ans, contemplait le combat de la hauteur de Charonne, avec sa mère et le cardinal Mazarin, le comte de Fiesque, que Condé a envoyé pour faire connaître sa situation désespérée, persuada Anne-Marie-Louise d'Orléans (la Grande Mademoiselle), fille de Gaston d'Orléans, de convaincre son père de donner l'ordre aux forces parisiennes d'agir. La porte Saint-Antoine fut ouverte, permettant à l’armée de Condé de se retirer en toute sécurité, pendant que le commandant de la Bastille tourna le canon de la forteresse contre l'armée de Turenne, causant des pertes importantes aux les troupes royales.
Une partie des soldats des troupes de Turenne et de Condé, qui furent tués furent enterrés au cimetière Sainte-Marguerite.
En octobre 1652, Condé sera finalement forcé de rendre Paris aux forces royalistes, mettant fin à la période de la Fronde parisienne. La Bastille revient alors sous contrôle royal.

La Fronde en province, en particulier dans la région de Bordeaux, se poursuivit cependant pendant l'été 1653, avec l'implication de la flotte espagnole dans la bataille de Bordeaux (en).